# Mobiwire

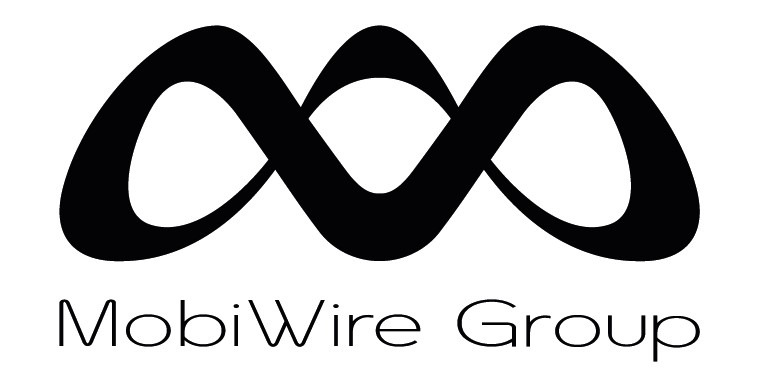
Logo_MobiWire_Group

MobiWire Group, anciennement Sagem Wireless, est un fabricant Français, conçoit et commercialise des téléphones mobiles et des terminaux connectés sous marque blanche auprès des opérateurs mobiles et des fabricants du monde de la téléphonie mobile ainsi qu'aux acteurs du secteur de la télécommunication.

## Historique
- 1995 : Sagem crée son premier terminal portable à la norme GSM.
- 2003 : Sagem et Ningbo Bird fondent Ningbo Sagem Bird Electronic Co. Ltd.
- 2005 : les industriels français Snecma et Sagem fusionnent et créent Safran.
- 2009 : Hong-Kong SMC Mobiles Co. Ltd. acquiert Sagem Mobiles Ningbo qui devient Sagetel Mobiles Ningbo.
- 2011 : Création de la nouvelle entité MobiWire SAS : MobiWire Mobiles (Ningbo) Co. Ltd. devient Hong-Kong SMC, actionnaire à 100 % de Mobiwire SAS, et Sagetel Mobiles Ningbo change de nom pour devenir MobiWire Mobiles Ningbo.
- 2018 : MobiWire crée une entité dédiée, la filiale MobilIot, pour répondre au marché de l'IoT (Internet des objets).

## Présence globale
Le siège Européen de l'entreprise est situé à Courbevoie, en France, abritant le bureau des ventes, du marketing et de la gestion de projets. En outre, des bureaux de vente sont implantés en Afrique, en Australie et en Amérique du Nord, fournissant ainsi aux clients des points de contact locaux pour les services de vente, de support et d'assistance technique. 

## Usine
L'usine, située au cœur de la zone industrielle de Ningbo, en Chine, couvre une superficie de 48 000 m² et emploie une équipe de plus de 2800 professionnels qualifiés. Spécialisée dans la technologie de montage en surface (SMT), elle dispose de 20 lignes SMT avancées et a une capacité de fabrication de 6 millions d'unités par mois. En 2022, l'usine a étendu ses activités avec l'ajout de 3 lignes SMT supplémentaires, augmentant ainsi la production mensuelle de 0,6 million d'unités.